# Podab
PODAB tillverkar och levererar tvättutrustning till tvättstugor i flerfamiljbostäder och till professionella användare. 
Podabs Mekaniska Verkstad bildades 1945 i Krokslätt i Göteborg för svetsnings- och plåtslageriarbeten samt tvättmaskiner och centrifuger.
Under efterkrigstiden var marknaden svältfödd på tvättmaskiner. Podab riktade in sin tillverkning på maskiner för villabruk för mindre fastigheters behov. Tack vare expansion måste nya lokaler byggas vid Kungssten 1949. Eftersom man 1952 även började tillverka sillfilémaskiner måste man ytterligare bygga ut fabriksfastigheterna. 
Idag ligger PODAB:s huvudkontor i Askim. 